# Ko So-young
Ko So-young (* 6. Oktober 1972 in Seoul) ist eine südkoreanische Schauspielerin und Model. Seit 2010 ist sie mit dem Schauspieler Jang Dong-gun verheiratet. Gemeinsam haben sie einen Sohn und eine Tochter. Die Familie hat ein Haus in Gapyeong, das von dem Architekten Kwak Heesoo entworfen wurde und 2016 den World Architecture Award erhielt.

## Filmografie
- 1994: Gumiho (구미호)
- 1997: Beat
- 1998: If the Sun Rises in the West (해가 서쪽에서 뜬다면)
- 1999: Love Wind Love Song (연풍연가)
- 1999: Love
- 2001: A Day
- 2003: Double Agent (이중간첩)
- 2006: APT (아파트)
- 2007: Project Makeover (언니가 간다)